# Prudisxi
Prudisxi (en rus: Прудищи) és un poble de l'óblast de Vladímir, a Rússia, segons el cens del 2010 tenia 265 habitants. Pertany al districte municipal de Múrom.